# Oushan Changxing
Oushang Changxing, Oushang MPV и Oushang A600 — семиместные компактвэны, которые выпускались подразделением Oshan компании Changan Automobile с 2015 по 2022 год.

## Oushang MPV и Oushang A600
Oushang MPV был запущен в продажу на китайском рынке в августе 2015 года по ценам от 56900 до 89400 юаней. Позже автомобиль был переименован в Oushang A600, когда подразделение Oushang стало целой серией транспортных средств.
- Вид спереди
- Вид сзади

### Двигатели
A600 оснащён рядными четырёхцилиндровыми турбодвигателями объёмом 1,0—1,5 л. 1,5-литровый двигатель сочетался в паре с пятиступенчатой механической трансмиссией, а 1,0-литровый двигатель сочетался в паре с шестиступенчатой автоматической трансмиссией.

### A600 EV
A600 EV является электромобилем на базе A600, запущенным в производство в 2019 году. Его вместимость варьировалась от 5 до 6 мест. Автомобиль оснащался электродвигателем мощностью 90 кВт (122 л. с.) с запасом хода 405 км.
- Oshan A600 EV

### Фейслифтинг
Oushang A600 прошёл фейслифтинг в 2020 году. Изменения коснулись дизайна передней части. Вместимость варьировалась от 5 до 7 мест, а расположение сидений — 2-3-2. Автомобиль оснащался 1,5-литровым атмосферным двигателем мощностью 107—145 л. с. в паре с пятиступенчатой механической трансмиссией. Автомобили соответствуют китайскому стандарту National VI.

## Oshan Changxing
Oshan Changxing (欧尚长行) являлся фейслифтингом A600. Он был запущен в производство в октябре 2018 года. Автомобиль оснащался рядными четырёхцилиндровыми двигателями объёмом 1,5—1,6 л. 1,5-литровый двигатель сочетался в паре с пятиступенчатой механической трансмиссией, а 1,6-литровый двигатель сочетался в паре с шестиступенчатой автоматической трансмиссией. С 2020 года автомобиль оснащался только 1,5-литровым двигателем в паре с пятиступенчатой механической трансмиссией.
- Вид спереди
- Вид сзади

В июне 2020 года был удалён дизайн «плавающей» крыши, а хромированная отделка между задними огнями заменена искусственной световой полосой. Цена была снижена до 59900 юаней.
- Вид спереди
- Вид сзади

### Oushan Changxing EV
Электромобиль Oushan Changxing EV, выпущенный в 2019 году, оснащался электродвигателем с постоянными магнитами мощностью 90 кВт и крутящим моментом 250 Н⋅м. Ёмкость аккумулятора 54,66 кВт⋅ч, а запас хода 405 км. Потребление энергии составляет 13,486 кВт⋅ч/100 км.